# Spada-falce

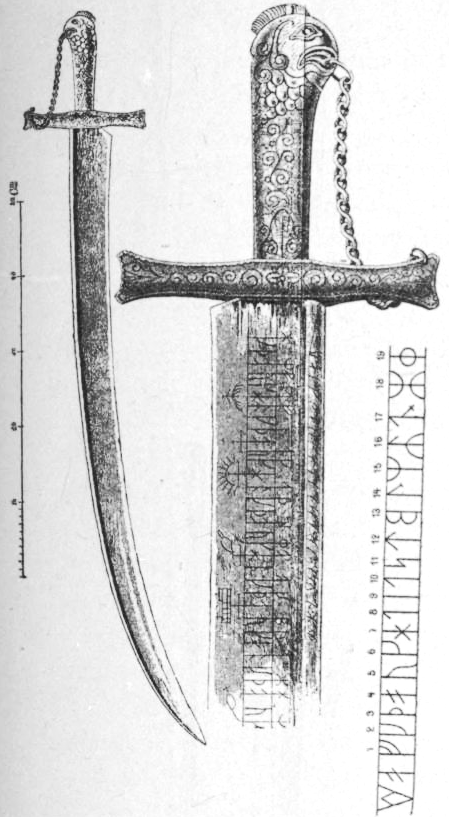
La spada-falce di Thomas Müntzer

La spada-falce, italianizzazione della parola di lingua tedesca Sensenschwert, fu una particolare tipologia di spada apparsa durante il Rinascimento nel Sacro Romano Impero Germanico. Si componeva della lama di una falce montata sull'impugnatura di una spada ad una mano. L'arma, molto simile nella linea all'antico ensis falcatus in uso alle truppe dell'Impero romano, aveva il filo sul lato concavo della lama ricurva (là dove, invece, una scimitarra ha il filo sul lato convesso).
L'unico esemplare ad oggi noto di spada-falce si trova nel Museo Storico di Dresda ed apparteneva a Thomas Müntzer (1489–1525), animatore della Guerra dei contadini tedeschi del 1524-1526. L'arma si distingue per la presenza di un calendario runico inciso sulla lama. Lo studioso Auguste Demmin riportò dell'esistenza di spade con calendari runici, databili al principio del XVI secolo, a Berlino, Vienna, Parigi, Graz, Lussemburgo e Monaco di Baviera.